# Angarmbulumardja Island
Angarmbulumardja Island är en ö i Australien. Den ligger i territoriet Northern Territory, omkring 640 kilometer öster om territoriets huvudstad Darwin. Arean är 1,7 kvadratkilometer. Den sträcker sig 1,9 kilometer i nord-sydlig riktning, och 1,4 kilometer i öst-västlig riktning.
I omgivningarna runt Angarmbulumardja Island växer huvudsakligen savannskog. Trakten runt Angarmbulumardja Island är nära nog obefolkad, med mindre än två invånare per kvadratkilometer. Savannklimat råder i trakten. Genomsnittlig årsnederbörd är 1 184 millimeter. Den regnigaste månaden är mars, med i genomsnitt 332 mm nederbörd, och den torraste är juli, med 3 mm nederbörd.